# エルフォッド
エルフォッド（Elfodd、? - 809年）は、9世紀に生きたウェールズの修道僧。彼の影響によりウェールズの教会組織がイースターの祭日を決めるにあたってカトリック様式に倣うようになったと言われる。彼の名はElfoddwとも、文書によってはElbodugasともElvodugusともラテン語では書かれている。
エルフォッドに関する記述はアングルシー島にあるホリーヘッドの修道院の若き一員として現れる。また後年768年にイースター祭の日を決める方式にカトリック方式に倣うローマと同じくするように説いたが、この時も彼は比較的若年であったとされている。ウェールズの年代記である『諸侯たちの年代記 (Brut y Tywysogion)』によれば、
「その年(758年)から８年後ブリトン人にとってのイースターは移された。神の僕であるエルボディウス (Elbodius) が移した」と書かれている。
エルフォッドの没年は809年の事として記録されている。先述の『諸侯たちの年代記』では彼はグウィネッドの大司教になったと書かれている。ネンニウスは自らの著書『ブリトン人の歴史』の中で彼はエルフォッドのもとで習ったと書いており、師であるエルフォッドの事を最も神聖な司教であり、ベーダ・ヴェネラビリスの著作を研究していたと記述している。後年の資料では755年にエルフォッドがバンゴールの司教に任命されたとあるが、信用あるものとは考えられていない。

## 備考
- John Edward Lloyd著、「 A history of Wales from the earliest times to the Edwardian conquest」(Longmans, Green & Co.)
- Thomas Jones編纂、「Brut y Tywysogion: Peniarth MS. 20 version」 (Cardiff: ウェールズ大学出版、1952年刊)